# CoroCoro Ichiban!
CoroCoro Ichiban! (コロコロイチバン!?,  Korokoro Ichiban) è una rivista di manga kodomo giapponese pubblicata dalla Shogakukan.
Diversamente dalle altre riviste per bambini, è specializzata in serie con gag e divertimento.

## Manga pubblicati
- Garigari-kun
- Ohasuta
- Super Mario-Kun
- Zenmai Zamurai
- Yattaman!